# The Mystery of Marie Roget
The Mystery of Marie Roget é um filme de mistério estadunidense dirigido por Phil Rosen e estrelado por Maria Montez e Patric Knowles. A história foi adaptada do conto homônimo, escrito por Edgar Allan Poe em 1842. O filme foi lançado em 3 de abril de 1942 pela Universal Pictures.

## Elenco
- Patric Knowles ...Paul Dupin
- Maria Montez ...Marie Roget
- Maria Ouspenskaya ...Cecile Roget
- John Litel ...Henri Beauvais
- Edward Norris ...Marcel Vigneaux
- Lloyd Corrigan ...Gobelin
- Nell O'Day ...Camille Roget
- Frank Reicher ...Magistrado
- Paul E. Burns ...Jardineiro
- Charles Middleton ...curador do zoológico
- William Ruhl ...Detetive
- Reed Hadley ...Oficial da Marinha

## Recepção
Bosley Crowther do The New York Times descreveu o filme como uma "releitura massacrada de [Poe]" e um "filme sombrio e sem objetivo, desprovido de lógica ou emoção ou mesmo sombras de suspense".